# Občina Piran
Občina Piran (italsky Comune di Pirano) je jednou z 212 občin ve Slovinsku. Nachází se v Pobřežně-krasovém regionu na území historického Přímoří. Občinu tvoří 11 sídel, její rozloha je 44,6 km² a k 1. lednu 2017 zde žilo 17 782 obyvatel. Správním střediskem občiny je město Piran.

## Členění občiny
Občina se dělí na sídla:
- Dragonja (Dragogna)
- Lucija (Lucia)
- Nova vas nad Dragonjo
- Padna
- Parecag (Parezzago)
- Piran (Pirano)
- Portorož (Portorose)
- Seča (Sezza)
- Sečovlje (Sicciole)
- Strunjan (Strugnano)
- Sveti Peter